# Hällsjön (Lidens socken, Medelpad)
Hällsjön är en sjö i Sundsvalls kommun i Medelpad och ingår i Indalsälvens huvudavrinningsområde. Sjön är 10 meter djup, har en yta på 0,45 kvadratkilometer och är belägen 237,3 meter över havet. Sjön avvattnas av vattendraget Kvarnån (Näckån). Vid provfiske har bland annat abborre, gers, gädda och löja fångats i sjön.

## Delavrinningsområde
Hällsjön ingår i det delavrinningsområde (696743-155266) som SMHI kallar för Utloppet av Hällsjön. Medelhöjden är 271 meter över havet och ytan är 3,15 kvadratkilometer. Räknas de 18 avrinningsområdena uppströms in blir den ackumulerade arean 146,54 kvadratkilometer. Kvarnån (Näckån) som avvattnar avrinningsområdet har biflödesordning 2, vilket innebär att vattnet flödar genom totalt 2 vattendrag innan det når havet efter 67 kilometer. Avrinningsområdet består mestadels av skog (69 procent). Avrinningsområdet har 0,45 kvadratkilometer vattenytor vilket ger det en sjöprocent på 14,2 procent.

## Fisk
Vid provfiske har följande fisk fångats i sjön:
- Abborre
- Gärs
- Gädda
- Löja
- Mört
- Nors
- Sik